# Herman van Bekkum
Herman van Bekkum (Rotterdam, 26 september 1932 – aldaar, 30 november 2020) was een Nederlands scheikundige, en gewoon hoogleraar organische chemie aan de Technische Universiteit Delft, en in het studiejaar 1975-1976 tevens rector magnificus.

## Levensloop
Van Bekkum studeerde chemische technologie aan de Technische Hogeschool Delft, waar hij in 1959 afstudeerde bij P.E. Verkade.
Na zijn afstuderen werkte hij twee jaar bij het researchcentrum van Royal Dutch Shell in Amsterdam. Daarna keerde hij terug naar de Technische Hogeschool Delft, waar hij een aanstelling kreeg als lector. In 1970 promoveerde bij B.M. Wepster. Kort daarop werd hij benoemd tot hoogleraar. Gedurende zijn aanstelling aan de universiteit was hij nauw betrokken bij de studievereniging voor scheikundige technologie, het Technologisch Gezelschap. Op de buitengewone ledenvergadering van 1980 is hij daar geïnstalleerd als erelid. In 1988 was Van Bekkum voorzitter van de KNCV. Sinds 1995 is hij lid van de KNAW, Afdeling Natuurkunde, Sectie Scheikunde. In 1998 werd bij benoemd tot Erelid van de KNCV. Na zijn emeritaat in 1998 bleef hij actief bij de universiteit betrokken en bleef promovendi begeleiden. In het jaar 2000 werd hij bovenop zijn titel als erelid, als Erepenningdrager van het Technologisch Gezelschap geïnstalleerd. Anno 2013 had hij 77 promoties begeleid (hiermee heeft Van Bekkum 'het record' aantal promoties in Nederland), en zo'n 600 wetenschappelijke artikelen gepubliceerd. Zijn chemisch onderzoek heeft vooral betrekking op katalyse in het bijzonder zeolieten in organische chemie, en koolhydraatchemie.
In 1991 werd hij voor zijn verdiensten in de wetenschap benoemd tot Ridder in de Orde van de Nederlandse Leeuw. In 1993 ontving Van Bekkum de AKZO-Onderzoeksprijs, een prijs toegekend door de Hollandsche Maatschappij der Wetenschappen. In 1996 werd aan Van Bekkum de UfD Leermeesterprijs toegekend.
Naast zijn werk was Van Bekkum een verdienstelijk sporter (voetbal, Nederlands volleybalteam, tennisser). Van Bekkum was een verwoed wedstrijdschaker en is jarenlang voorzitter geweest van Schaakclub Rotterdam, die meerdere malen Nederlands kampioen werd.
Herman van Bekkum stierf in 2020 op 88-jarige leeftijd, zes dagen na het overlijden van zijn echtgenote Ada.

## Publicaties (selectie)
- Studies on cyclohexane derivatives. Rotterdam/Groningen, 1970 (proefschrift).
- Herman van Bekkum. A knight's tour in chemistry: afscheidscollege prof. dr. ir. Herman van Bekkum. TU Delft, 1998 (afscheidscollege, 16 oktober 1998).
- Jiri Cejka, Herman van Bekkum, A. Corma, F. Schueth. Introduction to Zeolite Molecular Sieves, 2007
- Sheldon, Roger A., and Herman Van Bekkum (red.). Fine chemicals through heterogeneous catalysis. John Wiley & Sons, 2008.
- Zeolite Manual for the Organic Chemist, Herman van Bekkum, Herman W. Kouwenhoven, 2015